# Volkswagen Space Up! Blue
O Space Up! Blue é um protótipo de modelo compacto urbano apresentado pela Volkswagen na edição de 2007 do Salão de Los Angeles. É um veículo de "emissão zero", podendo ter seu motor elétrico alimentado por uma tomada ou por hidrogênio, que é convertido em eletricidade pelas células a combustível. O modelo ainda é equipado com painéis no teto, a fim de captar energia solar para auxiliar no carregamento de suas baterias.